# Suburban Legends
«Suburban Legends» — песня американской певицы Тейлор Свифт, которую она написала и спродюсировала совместно с Джеком Антоноффом. Изначально композиция предназначалась для её студийного альбома 2014 года 1989, но была включена в его перезапись 2023 года 1989 (Taylor’s Version) в качестве четвёртого из пяти треков «From The Vault» (и его 20-м треком). Среднетемповая синти-поп-баллада «Suburban Legends» включает в себя синтезаторы, вдохновлённые музыкой 1980-х, диско-грув и мягкий тактус. В тексте песни присутствуют образы фантазии и ностальгии: героиня Свифт размышляет о неудачном романе в маленьком городке и рассказывает о захватывающих моментах отношений и их разрыве.
Критики, обсуждая «Suburban Legends», отметили его сходство со стилистикой Midnights (2022) и другими работами Свифт. Многие похвалили авторскую и продюсерскую работу, в то время как другие посчитали песню вторичной. В коммерческом плане песня «Suburban Legends» заняла 10-е место в американском хит-параде Billboard Hot 100 и 14-е место в Billboard Global 200. Песня попала в топ-10 в Австралии, Канаде и Новой Зеландии, а также вошла в чарты нескольких стран. Тейлор Свифт впервые исполнила песню «Suburban Legends» в прямом эфире на фортепиано (вместе с «Stay Beautiful» на гитаре) на концерте тура Eras Tour 17 ноября 2023 года в Рио-де-Жанейро (Бразилия).

## История
Подписав новый контракт с Republic Records, автор-исполнительница Тейлор Свифт в ноябре 2020 года приступила к перезаписи своих первых шести студийных альбомов.
Компания Republic Records выпустила четвёртый перезаписанный альбом Свифт 1989 (Taylor’s Version) 27 октября 2023 года, в девятую годовщину выхода её пятого оригинального студийного альбома 1989 (2014). Оригинальный альбом стал первым «официальным поп-альбомом» Свифт после того, как первые четыре альбома она подавала на радио в стиле кантри, и изменил её артистизм и имидж с кантри на поп. Как и другие её перезаписанные проекты, 1989 (Taylor’s Version) включает пять вновь записанных композиций «From the Vault», которые были написаны Свифт, но не вошли в оригинальный трек-лист. Джек Антонофф выступил соавтором и сопродюсером четырёх треков из хранилища вместе со Свифт. В трек-листе 1989 (Taylor’s Version) она занимает 20 место из 21.

## Композиция
«Suburban Legends» длится 2 минуты 57 секунд. Свифт написала и спродюсировала песню вместе с Джеком Антоноффом, который записал её с Лорой Сиск на студии Conway Recording Studios в Лос-Анджелесе, а также на студиях Rough Customer Studio и Electric Lady Studios в Нью-Йорке. Антонофф предоставил программирование, фоновый вокал и инструменты, включая DX100, Juno 6 и синтезаторы. В работе над треком также приняли участие Эван Смит (гитара, синтезаторы, саксофоны), Майкл Риддлбергер (ударные, перкуссия), Майки Фридом Харт (Farfisa, гитары, синтезаторы), Шон Хатчинсон (ударные, перкуссия) и Зэм Ауду (синтезаторы). Альбом был смикширован Сербаном Генеа в студии MixStar Studios в Вирджинии-Бич, а мастерингом занимался Рэнди Мерриллом в Sterling Sound в Эджвотере, Нью-Джерси.
«Suburban Legends» это среднетемповая синти-поп сентиментальная баллада.

## Отзывы
Критики в целом высоко оценили песню «Suburban Legends» за её авторство и продюсирование. Микаэль Вуд из Los Angeles Times поставил её на первое место в списке треков альбома «From the Vault». Холли Герагти из NME считает, что песня демонстрирует «захватывающее, вызывающее повествование». Мелисса Руджери из USA Today считает, что в ней содержатся одни из её «самых ярких» текстов. Фред Томас из AllMusic написал, что трек имеет сдержанное исполнение, которое отличает его от «чрезмерно восторженных электропоповых восклицаний» «New Romantics». В рейтинге всех треков Свифт «From the Vault» Аннабель Гаттерман из Time включила песню под восьмым номером и назвала её «полным бопом», в котором Свифт лучше всего проявила ностальгию. Нина Мияшита из Vogue Australia считает, что трек получился нежным, а тема ностальгии в нём была дополнена самоанализом. Келси Барнс из The Line of Best Fit назвала песню «размашистой» и считает, что рифмы в ней простые, но эффективные. Автор Rolling Stone Роб Шеффилд нашёл трек остроумным, а Марк Сазерленд из британского издания журнала посчитал его «превосходным» и содержащим «классически свифтовские односложные фразы». Журналист The Notion Рейчел Мартин сказала, что песня демонстрирует способность Свифт создавать «поп-песни, полные однозначного повествования».
Некоторые критики были более сдержанны в своих похвалах. Бобби Оливье из NJ.com поставил песню на последнее место в списке треков альбома «Из запасников» и написал, что она весёлая, но не «особенно запоминающаяся». В рецензии Atwood Magazine «Suburban Legends» показалась неуклюжей, и это объясняется недоработанностью трека. Три журналиста BBC и Шаад Д’Суза из Pitchfork сказали, что текст и мелодия не такие острые, как в песнях 1989 года. Однако Д’Соуза считает, что песня демонстрирует умение Свифт «передать коктейль из чувства жертвы и превосходства», который возникает после расставания. Джош Курп из Uproxx поставил песню на четырнадцатое место в рейтинге всех её треков «From the Vault», посчитав, что её исполнение слишком похоже на трек коллеги по альбому «Now That We Don’t Talk». Джон Вольмахер из Beats Per Minute посчитал, что песня не слишком увлекательна, а композиция — производной. Los Angeles Times включил «Suburban Legends» под номером 26 в список 100 лучших песен 2023 года.

## Участники записи
По данным буклета альбома.
- Тейлор Свифт — вокал, автор, продюсирование
- Джек Антонофф — продюсирование, автор, звукорежиссура
- другие

## Чарты
| Чарт (2023)                                 | Высшая позиция |
| ------------------------------------------- | -------------- |
| Австралия (ARIA)                            | 8              |
| Канада (Billboard Canadian Hot 100)         | 10             |
| Мир (Billboard Global 200)                  | 14             |
| Новая Зеландия (Recorded Music NZ)          | 9              |
| Португалия (AFP)                            | 61             |
| Швеция (Sverigetopplistan)                  | 87             |
| Великобритания (Billboard)                  | 14             |
| Великобритания (UK Singles Downloads Chart) | 61             |
| Великобритания UK Singles Sales (OCC)       | 72             |
| Великобритания UK Streaming (OCC)           | 16             |
| США (Billboard Hot 100)                     | 10             |

### Комментарии
1. ↑  Стилизовано с подзаголовком «(Taylor’s Version) (From the Vault)»[1]